# Lưu Khánh Đàm
Lưu Khánh Đàm (Hán Tự : 劉慶覃, ? - 1136) là một đại thần nhà Lý trong lịch sử Việt Nam, phục vụ trong các đời vua Lý Nhân Tông và Lý Thần Tông.

## Tiểu sử
Theo Đại Nam nhất thống chí, Lưu Khánh Đàm là người thôn Yên Lãng, quận Cửu Chân (Thanh Hóa ngày nay). Cuối đời, ông về sống ở huyện Hưng Nhân (Hưng Hà, Thái Bình ngày nay) và mất tại đó.
Theo văn bia chùa Hương Nghiêm (Hà Nội), năm 1077, sau kháng chiến chống Tống, thiền sư Đạo Dung nhờ Lưu Khánh Đàm sửa chùa, Lưu Khánh Đàm sau đó chuyển lại lời cho Thái úy Lý Thường Kiệt. Sự kiện trên chứng minh thời gian này Lưu Khánh Đàm đã trở thành quan lại triều đình hoặc là thuộc quan của Lý Thường Kiệt.
Đến cuối thời Lý Nhân Tông, Lưu Khánh Đàm giữ chức Thái úy. Tháng 12 năm 1127, Nhân Tông ốm nặng, trước khi băng hà đã triệu kiến Lưu Khánh Đàm vào cung để phó thác. Năm 1128, Thái tử Lý Dương Hoán lên ngôi vua, tức Lý Thần Tông, cho Lê Bá Ngọc thay ông làm Thái úy. Đến năm 1129 thì lại trở lại chức cũ.
Tháng 3 năm 1136, Lưu Khánh Đàm qua đời, sau Lê Bá Ngọc một năm. Dương Anh Nhĩ cũng qua đời cùng năm. Thừa dịp nhà Lý mất nhiều trụ cột, năm 1137, Chân Lạp tấn công Đại Việt.
Lưu Khánh Đàm có em trai là Lưu Ba, cũng là một đại thần nhà Lý.

## Qua đời
Đại Việt sử ký toàn thư hai lần chép Lưu Khánh Đàm qua đời vào năm 1136 và 1161, đây là một trường hợp đặc biệt trong lịch sử Việt Nam:
- Bính Thìn, Thiên Chương Bảo Tự năm thứ 4 (1136), (Tống Thiệu Hưng năm thứ 6)... Tháng 3, Thái úy Lưu Khánh Đàm chết.[5]
- Tân Tỵ, Đại Định năm thứ 22 (1161), (Tống Thiệu Hưng năm thứ 31)... Tháng 11,... Thái úy Lưu Khánh Đàm chết.[7]

Một số nhà nghiên cứu ủng hộ quan điểm Lưu Khánh Đàm mất năm 1136 và cho rằng người mất năm 1161 là Lưu Ba, em trai Lưu Khánh Đàm.

## Tranh cãi
Vào thời gian Đại lễ 1000 năm Thăng Long – Hà Nội, Tạp chí Hồn Việt số 31 ra tháng 1 năm 2010 đã cho đăng bài viết Một tư liệu vừa được phát hiện về 1000 năm Thăng Long – Hà Nội, Lưu Khánh Đàm (989 – 1058): Người xướng xuất việc dời đô trong đó đưa ra một số thông tin:
1. Lưu Khánh Đàm quê ở làng Lưu Xá, huyện Ngự Thiên, lộ Long Hưng (nay là thôn Lưu Xá, xã Canh Tân, huyện Hưng Hà, tỉnh Thái Bình).
2. Lưu Khánh Đàm sinh năm 989 và mất năm 1058.
3. Lưu Khánh Đàm tên thật là Lưu Đàm, có em trai là Lưu Điều hay Lưu Khánh Điều.
4. Lưu Đàm là con của Lưu Ngữ quê Ái Châu (Thanh Hóa). Lưu Ngữ là quan nhà Tiền Lê.
5. Lưu Đàm cùng em trai Lưu Điều làm quan nhà Tiền Lê, theo phò Lý Công Uẩn lên ngôi.
6. Lưu Đàm đề xuất việc dời đô ra Thăng Long.
7. Lưu Khánh Đàm ba lần đánh bại quân Tống.
8. Lưu Khánh Đàm xin về trí sĩ và mất vào thời Lý Thánh Tông.

Những luận điểm trên đã gây ra những tranh luận gay gắt. Tạp chí Hồn Việt sau đó đã xuất hiện hai bài viết Lưu Khánh Đàm là hậu sinh làm gì có chuyện xướng xuất việc dời đô của Nguyễn Tấn Vĩnh và Có hay không sự kiện Lưu Khánh Đàm xướng xuất việc Lý Công Uẩn dời đô? của Đào Xuân Ánh. Báo điện tử Pháp Luật thành phố Hồ Chí Minh cũng đăng bài viết Một nhầm lẫn cần nói của Hoàng Tiến. Các bài viết trên đều nói những ý sau:
1. Không có nhân vật Lưu Ngữ.
2. Không có ghi chép trong sử sách về việc anh em Lưu Khánh Đàm tham gia vào việc tôn Lý Công Uẩn lên ngôi vua.
3. Lưu Khánh Đàm là người sống trong thời Lý Thái Tông (1028-1054), Lý Thánh Tông (1054-1072) và Lý Nhân Tông (1072-1128).
4. Em trai của Lưu Khánh Đàm là Lưu Ba.
5. Lưu Khánh Đàm chưa hề sinh ra khi Lý Công Uẩn lên ngôi vua.
6. Lưu Khánh Đàm sinh năm 1032.
7. Bài viết trích câu nói của Lưu Đàm dùng từ "Long Thành" để chỉ thành Đại La, đây là chi tiết sai.
8. Các tác giả bài viết ... Người xướng xuất việc dời đô đã sử dụng sai tư liệu văn bia và đưa tư liệu không có chứng thực.

Tuy đã bị chỉ ra nhiều chỗ sai, nhưng vào năm 2014, ở xã Canh Tân, huyện Hưng Hà vẫn tổ chức "Lễ tưởng niệm 956 năm ngày húy nhật Thái phó Lưu Điều... là người đã hết lòng phò Lý Công Uẩn lên ngôi vua và dâng kế dời đô từ Hoa Lư lên thành Thăng Long". Đồng thời tên gọi của Lưu Khánh Đàm và Lưu Ba bị nhiều sách báo chép thành Lưu Đàm, Lưu Điều (hay Lưu Khánh Ba).

## Tưởng nhớ
Lưu Khánh Đàm được thờ tại nhà cũ, nay thuộc thôn Lưu Xá, xã Canh Tân, huyện Hưng Hà, tỉnh Thái Bình. Đền thờ Lưu Khánh Đàm được gọi là Đền Lưu Tiết độ sứ, ngày nay gọi là Đền Lưu Xá hay Đền Song Lưu. Gần đền là chùa Báo Quốc do em trai ông Lưu Ba xây dựng sau khi đánh thắng quân Tống.
Tên Lưu Khánh Đàm được đặt cho một con đường khá đẹp ở quận Long Biên, thành phố Hà Nội từ Công viên Long Biên đến phố Mai Chí Thọ. Tên ông được đặt cho một trường Mầm non và trường Trung học Cơ sở ở xã Canh Tân, huyện Hưng Hà, tỉnh Thái Bình.